# Thomas Schneider
Thomas Schneider (født 24. november 1972 i Rheinhausen, Vesttyskland) er en tidligere tysk fodboldspiller og nuværende træner.